# Distretto di Sherobod
Il distretto di Sherobod è uno dei 14 distretti della Regione di Surxondaryo, in Uzbekistan. Si trova nella parte sud-occidentale della regione. Il capoluogo è Sherobod, una città di 17.000 abitanti (censimento 1989).